# Comuna Ivcea, Litîn
Ivcea (în ucraineană Івча) este o comună în raionul Litîn, regiunea Vinnița, Ucraina, formată din satele Ivcea (reședința) și Trîbuhî.